# 辛普森氏果猴
辛普森氏果猴（學名：Carpolestes simpsoni），又名辛氏盜果獸，是已滅絕的更猴形亞目的一種，是最早的像靈長目哺乳動物之一。根據牠們的化石紀錄，可以追溯至古新世晚期。辛普森氏果猴有能抓東西的趾，但眼睛卻不是向前看的。
辛普森氏果猴重約100克，應該是在樹上生活。牠的其中一趾較大及有趾甲，與其他的趾相對，可以很有力的抓著樹枝。牠就像其他的食果猴屬般，牙齒的形態適合食生果、種子及無脊椎動物。

## 外部連結
- Mikko's Phylogeny Archive
- National Geographic source （页面存档备份，存于）